# Nāḩiyat ‘Ashārah
Nāḩiyat ‘Ashārah (arabiska: ناحية العشارة, ناحية عشارة) är ett subdistrikt i Syrien.   Det ligger i provinsen Dayr az-Zawr, i den östra delen av landet, 400 km öster om huvudstaden Damaskus.
Trakten runt Nāḩiyat ‘Ashārah är ofruktbar med lite eller ingen växtlighet. Runt Nāḩiyat ‘Ashārah är det ganska glesbefolkat, med 29 invånare per kvadratkilometer.